# Mantello
Mantello är en ort och kommun i provinsen Sondrio i regionen Lombardiet i Italien. Kommunen hade 756 invånare (2018).